# Trade Center-mae (metropolitana di Osaka)
Trade Center-mae (トレードセンター前駅?, Torēdosentā-mae-eki) è una stazione del people mover Nankō Port Town considerata parte della metropolitana di Osaka situata nell'area portuale della città, nel quartiere di Suminoe-ku.

## Struttura
La stazione è dotata di un marciapiede a isola centrale con due binari posti al secondo piano in superficie.
| 1 | Linea Nankō Port Town |  | per Suminoekōen |
| 2 | Linea Nankō Port Town |  | per Cosmosquare |

## Stazioni adiacenti
| «                     | Servizio              | »                     |
| Linea Nankō Port Town | Linea Nankō Port Town | Linea Nankō Port Town |
| --------------------- | --------------------- | --------------------- |
| Nakafutō              | Locale                | Cosmosquare           |